# Astatoreochromis
Astatoreochromis – rodzaj słodkowodnych ryb okoniokształtnych z rodziny pielęgnicowatych (Cichlidae).

## Występowanie
Jeziora i rzeki wschodnioafrykańskie.

## Klasyfikacja
Gatunki zaliczane do tego rodzaju:
- Astatoreochromis alluaudi Pellegrin, 1904
- Astatoreochromis straeleni (Poll, 1944)

Takson A. vanderhorsti (Greenwood, 1954), klasyfikowany dawniej jako trzeci gatunek w tym rodzaju, został uznany za młodszy synonim A. straeleni. Gatunkiem typowym rodzaju jest Astatoreochromis alluaudi.